# Tramvajová trať Divoká Šárka – Padesátník
Tramvajová trať Divoká Šárka – Padesátník je částečně zprovozněná tramvajová trať v Praze. V Liboci navazuje na trať na Divokou Šárku a vede do Ruzyně. Výstavba úseku Divoká Šárka – Dědina proběhla v letech 2022 až 2023.

## Popis trati
Tramvajová trať začíná v Evropské ulici, napojením na trať od Prašného mostu. Za odbočením koleje do smyčky Divoká Šárka je zřízena stejnojmenná zastávka. Následně trať odbočuje vlevo do ulice Vlastina, kde je u křižovatky s ulicí U Silnice zřízena zastávka Vlastina. Na ulici Vlastina mezi zastávkami Divoká Šárka a Vlastina jezdí automobily po svršku tramvajové trati. Následují zastávky Sídliště Na Dědině a Ciolkovského. Mezi zastávkami Vlastina a Ciolkovského je stromořadí, kolej ve směru z centra je zatravněna. Po zastávce Ciolkovského se trať dostává do křižovatky s ulicí Drnovská, odkud vede podél této ulice nahoru až do smyčky Dědina.
Trať má být dále prodloužena z Dědiny na Padesátník, tato trať má být podle plánu postavena do roku 2030. Trať na Padesátník má vést po poli vedle ulic Drnovská a Fajtlova a přes Pražský okruh do zastávky Dlouhá Míle, kde má vzniknout dopravní terminál s přestupem na vlak na letiště a do centra na Masarykovo nádraží. Dále má trať vést do zastávky K Letišti, Terminál 3 a do konečné zastávky Padesátník, kde má vyrůst komerční centrum Prague Airport Park, kde se předpokládá výstavba kancelářských a komerčních ploch.

## Historie
Dne 6. září 2021 dostal Dopravní podnik hl. m. Prahy (DPP) pravomocné stavební povolení na tuto trať, v tu dobu měl podnik vypsat veřejnou zakázku na zhotovitele. Podnik ještě upravil projekt, vysadí podél trasy dvě úplně nové aleje o více než 170 stromech.
Dne 27. září 2021 vypsal DPP veřejnou zakázku za 1,1 miliardy korun bez DPH. Uzávěrka nabídek byla stanovena na 1. listopadu 2021. Vítěz soutěže bude mít na dokončení 19 měsíců. Začít stavět se mělo na jaře 2022, hotovo mělo být na konci roku 2023. Hodnocení mělo proběhnout nejen podle ceny, váhu měla mít i doba výstavby. Podnik tak chtěl motivovat firmy k co nejkratší době, kdy stavba omezí okolí.
Dne 30. března 2022 získal DPP stavební firmu, která má postavit tramvajovou trať Divoká Šárka – Dědinská. Vítězem soutěže se stala Subterra s cenou 840 milionů korun, předpokládaná cena činila 1,1 miliardy korun. Ještě před zahájením stavby musel DPP a Subterra zařídit například dopracování dokumentace pro provádění stavby, zpracovat její harmonogram a koordinaci se stavbami ostatních investorů, zajistit nájemní smlouvy, výpůjčky pozemků a věcná břemena. Dopravní podnik předpokládal, že stavba bude zahájena v létě 2022.
Začalo se stavět v červnu 2022, předpoklad dokončení byl listopad 2023. V listopadu 2022 byly koleje položeny na křižovatce ulic Vlastina a U silnice, v místě budoucí tramvajové smyčky pokračovala přeložka vodovodu a stavba nové měnírny, která bude sloužit i připravovaným trolejbusovým tratím.
Dne 22. října 2023 proběhlo slavnostní otevření úseku Divoká Šárka – Dědina, pravidelný provoz začal 23. října 2023.

## Změny oproti stavu před postavením tratě

### Změny stávající tramvajové trati
Následkem prodloužení trati na Dědinu byla ve smyčce Divoká Šárka zrušena vnější kolej. Vnitřní je využívána pouze noční linkou 91. Součástí výstavby byla rekonstrukce 270 metrů dlouhého úseku mezi smyčkou na Divoké Šárce a nově vystavenou tratí.

### Změny linkového vedení
Ze smyčky Divoká Šárka byly na Dědinu prodlouženy č. 20 z Barrandova a č. 26 z Nádraží Hostivař, noční linka č. 91 ze Starých Strašnic je stále ukončena na Divoké Šárce.
Po prodloužené trati z Dědiny na Padesátník má jezdit linka č. 26, zatímco linka č. 20 má být stále ukončena na Dědině.
Z linek autobusů byla linka 108 ve směru od Dejvické zkrácena do zastávky Divoká Šárka. Linka 225 je ve směru od Velké Ohrady ukončena v nově vystavěném obratišti autobusů Sídliště Na Dědině. Linky 191 a noční 910 zůstaly beze změny. Po dokončení tratě na Padesátník má být linka 108 prodloužena do nového terminálu Dlouhá Míle. Některé spoje linky 191 budou ukončeny na Dlouhé Míli, ostatní spoje pojedou až na letiště.